# Троицкое (Захаровский район)
Троицкое — село в Захаровском районе Рязанской области, входит в состав Сменовского сельского поселения.

## География
Село расположено в 14 км на восток от центра поселения посёлка совхоза «Смена», в 16 км на юго-восток от районного центра села Захарово. 

## История
Село Троицкое принадлежало к вотчинам архиерейского дома. Троицкая церковь впервые упоминалась в окладных книгах 1676 года, где при ней показано 150 приходских дворов, в том числе двор преосвященного Иосифа. В 1749 году деревянная Троицкая церковь была перекрыта, а стены заново отесаны тесом. В 1844 году было начато строительство новой каменной церкви в честь Св. Троицы с приделами Казанским и Никольским. В клировых ведомостях за 1915 год о Троицкой церкви села Троицкого Михайловского уезда указано, что церковь (трапезная и колокольня) была построена в 1881 году тщанием прихожан и других благотворителей, а настоящая с престолом в честь Животворящей Троицы в 1915 году построена до конца еще не была. Зданием каменная с таковою же колокольней. Престолов в ней было два: во имя Казанской иконы Божией Матери, другой во имя святителя и чудотворца Николая. Решением рязанского облисполкома 1776 от 23.09.1940 года церковь была закрыта под слом.
В XIX — начале XX века село входило в состав Глебовской волости Михайловского уезда Рязанской губернии. В 1905 году в селе было 266 дворов.
С 1929 года село являлось центром Троицкого сельсовета Захаровского района Рязанского округа Московской области, с 1937 года — в составе Рязанской области, с 2005 года — в составе Сменовского сельского поселения.

## Население
| 1859 | 1897  | 1905  | 2010 | 2023 |
| ---- | ----- | ----- | ---- | ---- |
| 930  | ↗1509 | ↗1977 | ↘67  | ↘65  |

## Достопримечательности
В данном селе существует Церковь Троицы Живоначальной (1881).